# Test for Echo (låt)
Test for Echo är en låt av den kanadensiska progressiv rock bandet Rush. Den släpptes som den första låten på albumet Test for Echo  släppt 10 september 1996. Låten var senare också släppt som den första singeln från albumet. 
Rush spelade låten live endast på Test for Echo turnén. Totalt spelade de låten 69 gånger.